# 무사 마레가
무사 마레가(프랑스어: Moussa Marega, 1991년 4월 14일 ~ )는 프랑스 출생 말리의 축구 선수로 포지션은 세컨드 스트라이커이다.